# Wallace' jufferduif
De Wallace' jufferduif (Ptilinopus wallacii) is een vogel uit de familie Columbidae (duiven). Deze vogel is genoemd naar de Britse natuuronderzoeker Alfred Russel Wallace.

## Verspreiding en leefgebied
Deze soort komt voor in zuidwestelijk Nieuw-Guinea, de zuidelijke Molukken en de oostelijke Kleine Soenda-eilanden.